# سازمان امور عشایر ایران
سازمان امور عشایر ایران یکی از سازمان‌های زیرمجموعه وزارت جهاد کشاورزی و مسئول پیگیری امور و ارائه خدمات به جامعه عشایری ایران است. این سازمان در سال ۱۳۴۵ تشکیل شد و هدف آن ارایه خدمات مناسب به منظور بهبود و توسعه وضعیت اجتماعی، اقتصادی و تولیدی عشایر است. جهانبخش میرزاوند رئیس سازمان امور عشایر ایران است.

## تاریخچه
شورای عالی عشایر در سال ۱۳۲۵ در راستای ساماندهی عشایر تشکیل شد و مقرر شد اقداماتی در جهت رفع مشکلات و نیازهای عشایر صورت گیرد. از مهمترین کارهای آن، پیشنهاد تشکیل سازمان‌های عمران منطقه‌ای از جمله سازمان عمران دشت مغان، کهگیلویه و بویراحمد و… بوده‌است. با توجه به کاستی‌های شورای عالی عشایر، در سال ۱۳۴۵ کمیته ای به منظور تدوین برنامه‌های عشایری در برنامه چهارم تشکیل شد. اما این کمیته هم تنها دو سال فعالیت داشت و در سال ۱۳۴۷ مسئولیت آن به دفتر آبادانی مناطق عشایری در وزارت مسکن و آبادانی سپرده شد.
در سال ۱۳۵۱ نام این طرح به «دامداران متحرک ایران» تغییر یافت و اجرای آن به وزارت کشاورزی و منابع طبیعی واگذار شد. در نهایت، «سازمان دامداران متحرک» در اسفند ماه ۱۳۵۳ تشکیل شد و پس از پیروزی انقلاب اسلامی، ابتدا به «مرکز عشایری ایران» و سپس به «سازمان امور عشایر ایران» تغییر نام داد و تا پیش از سال ۱۳۶۲ که به وزارت جهاد سازندگی پیوست، زیرمجموعه وزارت کشاورزی بود.
«شورای انقلاب» پس از پیروزی انقلاب تصویب‌نامهٔ زیر را برای «تشکیل شورای عالی عشایر» ابلاغ کرد:
شورای انقلاب جمهوری اسلامی ایران در جلسه مورخ ۱۳۵۹/۲/۳ بنا به پیشنهاد شماره ۴۱/۴/۱/۱۷۶۶/۳۹۴ مورخ ۲۰/۱/۱۳۵۹ وزارت کشور و به منظور رسیدگی به وضع عشایر و بهبود وضع زندگی آنان و همچنین احیای فرهنگ و سنتهای بومی و عشیره‌ای و جبران لطماتی که در اثر سلطه طاغوت به عشایر ایران وارد آمده و برای از قوه به فعل درآوردن استعدادهای رزمی و نظامی جنگ‌آوران عشایر و جهت دادن این استعدادها در حمایت از انقلاب اسلامی و حل مسئله دامداری و امنیت ییلاق و قشلاق و خدمات اجتماعی از قبیل مدرسه و بهداشت تصویب نمودند که «شورای عالی عشایر ایران» در وزارت کشور به‌طور دائمی تشکیل گردد.
در مهرماه سال ۱۳۶۵، تشکیلات شورای عالی عشایر به ریاست نخست‌وزیر و عضویت تعدادی از وزرا و نخبگان عشایری تشکیل شد و ارکان آن از جمله دبیرخانه و شوراهای عشایری بیست استان عشایرنشین و همه شهرستان‌های عشایری شروع به کار کردند و این روند پس از ادغام وزارتخانه‌های جهاد سازندگی و کشاورزی هم ادامه یافت.

## ساختار سازمانی
معاونت توسعه و امور زیربنایی
1. دفتر عمران و امور زیربنایی
2. دفتر مطالعات جامع عشایر
3. دفتر بهسازی و امور تولید
4. دفتر امور تعاونی‌ها و نظام بهره‌برداری

معاونت توسعه و مدیریت و منابع
1. دفتر فناوری اطلاعات، ارتباطات و تحول اداری
2. مدیر امور مالی و ذیحسابی
3. مدیر امور اداری، رفاه و پشتیبانی
4. اداره امور حقوقی و قراردادها
5. دفتر برنامه و بودجه

دفتر ساماندهی و هماهنگی امور عشایر

## خدمات
1. تأمین و توزیع سوخت فسیلی
2. اعطای تسهیلات بانکی به عشایر
3. ساماندهی اسکان عشایر
4. ساماندهی و مدیریت کوچ عشایر
5. نظارت بر تشکل‌ها و فروشگاه‌های عشایری[۱۳]